# Francisca Pascual Doménech
Francisca Pascual Doménech, née à Moncada en Espagne le 13 octobre 1833, morte le 26 avril 1903, est une religieuse espagnole, fondatrice de la congrégation des Franciscaines de l'Immaculée Conception, pour la promotion des femmes, des personnes âgées, des malades, des handicapés. Elle est déclarée vénérable par le pape François en 2020.

## Biographie
Francisca Pascual Doménech naît à Moncada près de Valence en Espagne le 13 octobre 1833,.
Elle se sent la vocation religieuse et entre en 1863 dans la communauté des Tertiaires de Saint François et de l'Immaculée Conception de Valence. Elle y prononce ses vœux religieux le 19 avril 1871.
Élue supérieure en 1876, elle travaille à réformer la communauté, à la refonder sur une plus grande vie commune, sur la prière et sur la pratique accrue de la charité. Elle accentue aussi la formation des religieuses et le noviciat. Onze ans après le début de sa réforme, sa congrégation reçoit l'approbation diocésaine en 1887, puis ses nouvelles constitutions sont approuvées en 1892.
Un nouvel élan est ainsi donné à sa communauté, qui voit une nette augmentation du nombre de vocations, l'ouverture d'autres communautés de son ordre et la fondation de diverses œuvres caritatives ayant pour but la protection et la promotion des femmes, des personnes âgées, des malades, des handicapés et notamment des aveugles et des sourds-muets. 43 nouvelles maisons sont ouvertes sous sa direction.
Elle est réélue supérieure en 1902, mais elle refuse à cause de sa santé ; elle se retire à Moncada, où elle meurt le 26 avril 1903.

## Procédure en béatification
Sa cause en béatification est ouverte au niveau diocésain puis transmise à Rome. Le pape François autorise le 30 septembre 2020 la Congrégation pour les causes des saints à publier le décret reconnaissant l'héroïcité de ses vertus, et la proclame ainsi vénérable,.
Sa fête est le 26 avril.